# ADN ligase
A ADN ligase ou DNA ligase é uma enzima que possui como função facilitar a união de cadeias de DNA, catalisando a formação de uma ligação fosfodiéster. É a enzima responsável por unir covalentemente os fragmentos de Okazaki após a retirada dos iniciadores pela DNA polimerase. Ela possui um papel importante na reparação de quebras de DNA fita simples, porém algumas formas, como por exemplo a DNA ligase IV, podem reparar especificamente quebras de DNA fita dupla. A reparação da quebra de fita simples é feita a partir de uma ligação covalente realizada entre os grupos 3'-OH e 5'-fosfato adjacentes.
A DNA ligase pode ser utilizada tanto no reparo do DNA como na replicação do mesmo. Ela também possui aplicação em laboratórios de biologia molecular, na realização de experimentos onde utiliza-se a técnica do DNA recombinante e durante a clonagem de genes com a finalidade de unir as moléculas de DNA.

## Mecanismo enzimático
Como dito anteriormente, a ação da DNA ligase consiste em formar ligações fosfodiéster covalentes entre as extremidades 3'-OH de um nucleotídeo com a extremidade 5'-fosfato de outro. Para isso é necessário o consumo de duas moléculas de ATP por ligação formada.
Esta reação ocorre em quatro etapas:
1. Reorganização do local de atividade, como cortes em segmentos de DNA ou fragmentos de Okazaki, etc.
2. Adenilação (adição de AMP) de um resíduo de lisina no centro ativo da enzima, com liberação de pirofosfato;
3. Transferência do AMP para a extremidade 5'-fosfato do chamado doador e formação de uma ligação de pirofosfato;
4. Formação de uma ligação fosfodiéster entre o fosfato 5' do doador e o hidroxila 3' do receptor.

Cabe ressaltar que a ligase também funciona com extremidades cegas, mas para isso é necessário que se utilize concentrações mais altas da enzima além de diferentes concentrações de reação.

## Tipos de DNA ligase

### DNA ligase deEscherichia coli
A DNA ligase de E. coli é codificada pelo gene lig. Assim como na maioria dos procariotos, a energia utilizada por ela é obtida através da clivagem de Nicotinamida Adenina Dinucleotídeo (NAD) para que a ligação fosfodiéster seja estabelecida. Ela não participa da ligação de DNAs com extremidades cegas, salvo casos onde ocorre algomeração molecular com polietilenoglicol. Além disso ela não realiza a união de RNA ao DNA de forma eficiente.
DNA polimerase em concentrações correras pode aumentar a atividade desse tipo de DNA ligase porém isso só é possível quando a DNA Pol I encontra-se em concentrações muito mais baixas do que os fragmentos de DNA a serem ligados. Caso contrário, ela (DNA Pol I) possui efeito contrário sobre a DNA ligase de E. coli.

### DNA ligase do bacteriófago T4
A Enterobacteria fago T4 é um bacteriófago que infecta Escherichia coli, capaz de sofrer um ciclo de vida lítico. Ela é a DNA ligase mais utilizada em laboratórios de biologia molecular, visto que pode ligar extremidades coesivas ou abruptas, além de oligonucleotídeos bem como híbridos de RNA e RNA-DNA, mas não ácidos nucleicos de cadeia simples. Ao contrário da DNA ligase de E. coli, ela não utiliza NAD e precisa utilizar o ATP como cofator.

### DNA ligase de mamífero
Nos mamíferos, existem quatro tipos específicos de DNA ligase.
- DNA ligase I: responsável por ligar o DNA nascente do filamento atrasado após a retirada dos iniciadores pela DNA polimerase dos fragmentos de Okazaki;
- DNA ligase II: parece ser usada em reparos. É formada por splicing alternativo de um fragmento proteolítico da DNA ligase III e não possui seu próprio gene, portanto, é frequentemente considerada idêntica ao DNA ligase III;
- DNA-ligase III: responsável por auxiliar na selagem de DNA durante o processo de reparação por excisão de nucleotídeos e fragmentos recombinantes. De todas as ligases descritas em mamíferos essa é a única presente em mitocôndrias;
- DNA ligase IV: responsável por catalisar a etapa final na extremidade não homóloga que une a via de reparação de quebra de fita dupla do DNA.

Em eucariotos, a DNA ligase utiliza ATP ao invés de NAT para obter energia.

### DNA ligase termoestável
Esse tipo de DNA ligase é derivada de uma bactéria termofílica, sendo assim, essa enzima é estável e ativa em temperaturas muito mais altas do que as convencionais para as demais ligases. Possui meia vida de 48h a 65 °C e de 1h a 95 °C.